# Parafia św. Anny w Sąsiadowicach
Parafia św. Anny w Sąsiadowicach − parafia rzymskokatolicka znajdująca się w archidiecezji lwowskiej w dekanacie Sambor.

## Historia
Pierwsza wzmianka o Sąsiadowicach pojawiła się 23 listopada 1374 roku, gdy książę Władysław Opolczyk namiestnik Rusi Halickiej, ofiarował te ziemie braciom Herbordowi i Frydruszowi Pawczom, których potomkowie przyjęli nazwisko Herburt. W 1481 roku pojawiła się wzmianka o istnieniu parafii w Sąsiadowicach, gdy proboszczem był ks. Paweł. Przed 1560 rokiem Tatarzy spalili drewniany kościół parafialny św. Mikołaja. 27 listopada 1560 roku Erazm Herburt ufundował nowy drewniany kościół parafialny w innym miejscu. 
W 1589 roku chłop Szwajowski wyorał z ziemi płaskorzeźbę Świętej Anny Samotrzeciej, którą przekazał Herburtom. Płaskorzeźbę umieszczono w kościele parafialnym, ale po trzykrotnym cudownym jej powrocie na miejsce znalezienia, zbudowano dla niej kapliczkę.  W latach 1589–1591 Erazm Herburt zbudował murowany kościół, który 15 września 1591 roku abp lwowski Jan Dymitr Solikowski, poświęcił pw. św. Anny. W 1595 roku Tatarzy zniszczyli wyposażenie kościoła parafialnego.
W 1602 roku Jan Szczęsny Herburt wystąpił do Kartuzów z propozycją fundacji klasztoru, która nie doszła do skutku ponieważ dwaj zakonnicy nie dojechali, ponieważ zmarli w drodze pod Przemyślem. Następnie zwrócono się do Generała Karmelitów o. Henryka Sylviusa, i 23 lipca 1603 roku bp Maciej Pstrokoński zezwolił na budowę klasztoru. W tym też roku przybyli do Sąsiadowic pierwsi karmelici: o. Bartłomiej Przeworski - pierwszy przeor, o. Franciszek z Soli i o. Andrzej Kocisz. Przy kościele zbudowano drewniane budynki klasztorne, których budowę nadzorował prowincjał o. Stanisław Gniewkowski. 27 stycznia 1605 roku papież Klemens VIII w brewe zarządził ustanowienie nowego klasztoru i przekazanie karmelitom kościoła św. Anny. W 1613 roku klasztor otoczono fosą i murem z czterema basztami.
W 1615 roku kościół parafialny św. Mikołaja został przez Tatarów częściowo nadpalony, a w 1624 roku spalony całkowicie.
W 1626 roku usypano wału obronne. W 1641 roku w kościele wykonano polichromię. W 1645 roku umocniono wały. W latach 1642–1646 przy kościele św. Anny powstała szkoła parafialna. W 1649 roku klasztor rozbudowano. W 1725 roku po raz czwarty rozbudowano klasztor, ale jego część uległa zawaleniu. W 1742 roku z fundacji Franciszka Borzęckiego zbudowano murowany klasztor. Podczas kasaty klasztorów w Galicji, klasztor w Sąsiadowicach pozostawiono ponieważ prowadził szkołę i przytułek dla ubogich. W 1828 roku z powodu uderzenia pioruna kościół i część klasztoru uległy zniszczeniu. W 1846 roku w Sąsiadowicach odbyły się obrady kapituły, na której przeor o. Awelin Bielecki został wybrany prowincjałem. W 1863 roku ukończono remont klasztoru, a w 1869 roku remont wnętrza kościoła.
W 1938 roku na terenie parafii było 2427 wiernych, oraz 2430 grekokatolików i 120 żydów. Do parafii należały: Sąsiadowice, Czaple (część), Humieniec, Pawłówka, Janów, Wola Rajnowa.
W 1946 roku władze sowieckie zmusiły karmelitów do wyjazdu do Polski. W latach 1949–1952 zabudowania klasztorne były zamienione na kołchoz, a w kościele do 1958 roku był magazyn nawozów. Gdy zbudowano nowy kołchoz, kościół i klasztor były opuszczone. W 1986 roku karmelita o. Piotr Serapion Żuk z Sąsiadowic, wspomniał o ruinach kościoła i klasztoru. W 1988 roku miejscowi Polacy utworzyli komitet odbudowy kościoła i z pomocą rodzin z Polski przystąpili do odbudowy. W 1989 roku władze państwowe zwróciły kościół wiernym i 9 grudnia 1989 roku odprawiono pierwszą mszę świętą. W latach 1989–1995 rozebrano północną część klasztoru, która była w ruinie. 3 lutego 2010 roku spalił się dach kościoła, który w tym roku został odbudowany.
W sierpniu 2011 roku do odnowionego klasztoru powrócili karmelici, a pierwszym przeorem i proboszczem parafii został o. Zbigniew Czerwień. W 2013 roku powróciła płaskorzeźba Świętej Anny Samotrzeciej.  24 lipca 2016 roku abp Mieczysław Mokrzycki przy udziale Prowincjała o. Bogdana Megera dokonał reerygowania klasztoru i ustanowił Sanktuarium Świętej Anny Samotrzeciej.
Proboszczowie parafii:
o. Marcin Maciak O.Carm.
o. Franciszek Bizsak O.Carm.
o. Stanisław Walczak O.Carm.
1927–1935. o. Stefan Brniak O.Carm. (administrator).
1935–1937. o. Franciszek Bizsak O.Carm. (administrator).
1937–1946. o. Hilarion Grela O.Carm. (administrator).
1991–1998. ks. Piotr Sawczak..
1998–2009. ks. Walery Skraba..
2009–2011. ks. Mariusz Konopka..
2011–2015. o. Zbigniew Czerwień O.Carm..
2015–2021. o. Roman Dąbrowski O.Carm..
2021– nadal o. dr Janusz Janowiak O.Carm..